# Song Chong-gug
Song Chong-gug, né le 20 février 1979 à Jeokseongmyeon (ko) dans le district de Danyang, est un footballeur sud-coréen. Il joue au poste de défenseur ou milieu de terrain avec l'équipe de Corée du Sud et le Suwon Samsung Bluewings FC. Il mesure 1,75 m pour 71 kg.

## Carrière

### En club
- 2001-2002 : Busan I'Park  -  Corée du Sud
- 2002-2005 : Feyenoord Rotterdam -  Pays-Bas
- 2005-2009 : Samsung Bluewings  -  Corée du Sud

Il a joué 53 matchs de championnat avec Feyenoord.

### En équipe nationale
Il a participé au championnat du monde des moins de vingt ans en 1999, à la compétition de football des Jeux olympiques d'été de 2000 et à la Coupe des confédérations en 2001.
Il a eu sa première cape en juin 2000.
Il a disputé tous les matchs de la Corée du Sud pendant la coupe du monde de football 2002 et a contribué aux bons résultats de son équipe pendant cette compétition.
Il participe à la coupe du monde 2006 avec l'équipe de Corée du Sud.

## Palmarès
- 59 sélections en équipe nationale (3 buts) entre 2000 et 2007.